# Caloptilia protiella
Caloptilia protiella är en fjärilsart som först beskrevs av Van Deventer 1904.  Caloptilia protiella ingår i släktet Caloptilia och familjen styltmalar.
Artens utbredningsområde är:
- Hongkong (Kina).
- Thailand.

Inga underarter finns listade i Catalogue of Life.